# Günter Quadbeck
Günter Quadbeck (* 27. August 1915 in Dortmund; † 25. Juni 2004 in Heidelberg) war ein deutscher Mediziner, Chemiker, Neurochemiker und Dekan der Medizinischen Gesamtfakultät der Ruprecht-Karls-Universität Heidelberg.

## Leben
Quadbeck wurde als Sohn von Otto Wilhelm Ludwig Quadbeck und Valentine Elisabeth geb. Bedbur in Dortmund geboren und besuchte zunächst die deutsche Schule in Den Haag, weil sein Vater von dort aus Lebensmittelexporte nach Deutschland organisierte. Aufgrund gesundheitlicher Probleme des Vaters kehrte die Familie nach Deutschland zurück und Quadbeck besuchte das Kaiserin-Friedrich-Gymnasium in Bad Homburg, wo er im Februar 1934 das Abitur ablegte. Zum 1. Mai 1933 trat Quadbeck in die NSDAP ein (Mitgliedsnummer 3.495.781).
Von 1934 bis 1942 studierte Günter Quadbeck Chemie an der Universität München, die Diplomprüfung erfolgte am 25. März 1942. Das Studium wurde jeweils durch den Wehrdienst (1935–1937) und einen Militärdienst im Jahr 1940, bei dem Quadbeck das Fallschirmschützenabzeichen erwarb, unterbrochen.
Zwischen 1942 und 1959 war Günter Quadbeck wissenschaftlicher Mitarbeiter des Nobelpreisträgers Richard Kuhn am Chemischen Institut des Kaiser-Wilhelm- bzw. Max-Planck-Instituts für medizinische Forschung in Heidelberg. Am 25. März 1945, also wenige Tage vor der Befreiung Heidelbergs durch amerikanische Truppen wurde Günter Quadbeck mit einer Geheimdissertation über die Wirkung der Nervengase an der Nat.-Math. Fakultät der Universität Heidelberg promoviert. Die Dissertation erhielt den vergleichsweise harmlosen Titel Untersuchung über Ester. Die beiden Exemplare der Dissertation sind verschollen. Aus der Tätigkeit in Grenzgebieten zwischen Biochemie und Medizin führte der Weg zum Zweitstudium der Medizin, das Quadbeck zwischen 1955 und 1960 absolvierte. Im Jahr 1959 erfolgte die Habilitation für Biochemie an der Medizinischen Fakultät Heidelberg mit einer Schrift zum Stoffaustausch zwischen Blut und zentralnervösem Gewebe. Im selben Jahr erfolgte die Umhabilitation für Neurochemie an der Medizinischen Fakultät des Saarlandes. Von 1959 bis 1965 war Quadbeck zunächst Dozent, später apl. Professor an der Universität des Saarlandes und gleichzeitig Leiter des dortigen Neurochemischen Laboratoriums. Im Jahr 1965 erfolgte der Ruf auf den Lehrstuhl für Pathologische Chemie an die Universität Heidelberg. Quadbeck wurde zudem Direktor des Instituts für Pathochemie und Allgemeine Neurochemie am Pathologischen Institut der Universität Heidelberg. Zwischen 1970 und 1974 war Günter Quadbeck Dekan der Medizinischen Gesamtfakultät Heidelberg, sowie von 1974 bis 1979 Prorektor der Universität Heidelberg. In dieser Zeit war er auch mit Fragen nach der Umsetzung des Radikalenerlasses befasst. Im Jahr 1974 erhielt Quadbeck zudem den Grad eines Dr. med. von der Medizinischen Fakultät Heidelberg. 1980 wurde Quadbeck auf eigenen Antrag emeritiert.
In den 1970er Jahren war Günter Quadbeck Vorsitzender des Kuratoriums der Schwesternschule der Universität Heidelberg mit deren Schulleiterin Antje Grauhan sowie Nachfolgerin Erika von Amann.
Den Kern seines Lebenswerkes bildet der international gewordene Fachbegriff „The blood-brain barrier“ (Blut-Hirn-Schranke).

### Beisetzung
Günter Quadbeck wurde 2004 im Familiengrab der Familie Quadbeck auf dem Nordfriedhof Dortmund beigesetzt. Diese Familiengrabstätte wurde 1908 von dem Kaufmann Heinrich Quadbeck erworben. Die Familie Quadbeck gehörte zu den drei ältesten Gildenfamilien in Dortmund. Die Beisetzung Günter Quadbecks war die bislang letzte Beisetzung in dieser Grabstätte.

## Ehrungen
- Max Bürger Preis der Deutschen Gesellschaft für Gerontologie und Geriatrie (1968)
- Bundesverdienstkreuz am Bande (1981)
- Ehrenmitglied der Hirnliga e. V. (1993)
- Siegfried Hoyer: Das organische Psychosyndrom, Günter Quadbeck zum 65. Geburtstag gewidmet, Promonta Hamburg 1980.

## Veröffentlichungen
- mit Heinz Weicker und Harald Will: Die Sedormidthrombocytose: eine inverse Reaktion bei der milzlosen Ratte, in: Klinische Wochenschrift 32, 7–8, 1954, S. 182–183.
- mit H. Helmchen: Krampfbereitschaft und Blut-Hirn-Schranken-Permeabilität, in: Deutsche Zeitschrift für Nervenheilkunde 177, 1958, S. 295–308.
- mit Walter Schmitt: Zum Wirkungsmechanismus neuroplegischer Substanzen, in: Naunyn-Schmiedeberg's Archiv für Experimentelle Pathologie und Pharmakologie 237, 1959, 1.
- Influence of psychotropic drugs on the blood-brain-barries, in: Neuro-Psychopharmacology 3, 1964, S. 436–439.
- Physiologie und Pathologie der Blut-Hirn-Schranke, in: Hippokrates 38, 1967, S. 45–53.
- mit Wilhelm Doerr: Allgemeine Pathologie, Springer Heidelberg 1970, 2. Aufl. 1973 (ISBN 3540062858), Reprint 2013.